# 輝ける闇
『輝ける闇』(かがやけるやみ) は、開高健の小説。1968年、新潮社から"純文学書下ろし特別作品"として刊行され、同年『毎日出版文化賞』受賞。
ベトナム戦争へ取材に赴いた主人公による一人称で物語が進む。本作は開高健が取材のため南ベトナム政府軍に従軍した際、激しい戦闘に巻き込まれ奇跡的に生還した体験を元にしたと言われ、内容は主人公の心情の変化に主眼が置かれる。戦況や周囲の環境、主人公の心情の変化に従い、戦争との関わり方も変化していく。ベトナム戦争を主題とした文学としては最も有名な作品の１つであり、開高健の文学の転換期と言われる作品である。後の「夏の闇」「花終わる闇（未完）」にさきがける「闇三部作」の第一作。

## ストーリー
主人公である「私」はベトナム戦争の取材のため、キェム大佐やウェイン大尉率いるアメリカ軍に従軍する。アメリカ人やベトナム人、その戦場での様子に触れつつ過ごしていたが、サイゴンでのクーデターの噂を聞き、一旦はサイゴンに戻ることになる。クーデターの情報を集め、日本からの記者仲間と交遊し、情婦である素蛾と再会してしばらくはサイゴンで安寧な日々を送るが、再び主人公の心情に変化が。有能な通訳が兵士として戦場に送られ、またとあるアメリカ人と出会ったことで、主人公は再び戦場へ赴く決意をする。やがて主人公は、二度目の戦場にて大規模な銃撃戦に巻き込まれていく。

## 登場人物
私
主人公。とある新聞社の記者として、ベトナムでアメリカ軍に従軍する。
ウェイン大尉
アメリカ軍大尉、主人公が従軍する部隊に所属
キェム大佐
ベトナム人司令官
素娥（トーガ）
酒場「プレジール」の少女。主人公の情婦。

## 書籍
- 1968年4月 『輝ける闇』 新潮社
- 1971年『新潮日本文学 第63巻 (開高健集)』新潮社
- 1972年『戦争文学全集 第6巻』毎日新聞社
- 1974年『開高健全作品 小説8』新潮社
- 1982年10月『輝ける闇』新潮文庫
- 1988年7月『昭和文学全集 第22巻 (中村真一郎・井上光晴・開高健・北杜夫・三浦朱門)』小学館
- 1992年5月『開高健全集 第6巻』新潮社
- 2015年8月『日本文学全集 第21巻』河出書房新社